# Карчаг
Карчаг (лезг. КIварчагъ, гор.-евр. Гъэрчогъ) — село в Сулейман-Стальском районе Дагестана. Административный центр сельского поселения сельсовет Карчагский.

## География
Расположено в 11 км к северу от райцентра села Касумкент, на реке Карчагсу.

## Название
«Кварчагъ (Куарчагъ)» в переводе с лезгинского «с рогом». В «Кавказском календаре» на 1857 год приведено название деревни «на туземном наречии» (ﻗﺮﭽﺎﻖ), имеющее персидское написание. По русской дореволюционной орфографии оно передавалось на письме либо как «Карчагъ» либо «Карчахъ». «Кавказский календарь» на 1910 год приводит два названия: «Карчагъ (Куарчагъ)».

## История
Клад дирхемов из Карчага датируется по младшей монете 803/804 годами.
На расстоянии 2 км к югу от Карчага, в местечке Лакар, были обнаружены каменные гробницы. Из могилы, которую здесь вскрыли, происходит бронзовый кинжал с ажурной рукояткой XII—XI веков до нашей эры.
Ранний исследователь Кавказа С. М. Броневский (1763—1830), описывая население и военную силу Табасаранской области, упомянул Карчаг (Броневский записал как «Керчахъ») в числе 8 главных табасаранских (имеется ввиду область) деревень. В «Обозрении русских владений за Кавказом», изданном в 1836 году, Карчаг упоминается среди деревень магала Дере или Кам Нижнего Табасарана.
Карчаг принадлежал к Дерлинскому магалу Дербентской губернии. В конце XIX века он относился к Южно-Табасаранскому наибству. После образования Дагестанской АССР Карчаг и ещё 3 селения (Зизик, Имамкулукент, Экендиль) административно стали частью Зизикского сельсовета Кюринского округа.

## Население и язык
В прошлом Карчаг являлось лезгино-еврейским поселением. А. К. Аликберов пишет, что: «его ираноязычное население, исповедовавшее иудаизм, давно ассимилировано преобладавшим лезгинским населением».
Согласно «Кавказскому календарю» на 1857 год здесь проживали лезгины-сунниты и евреи, а местными языками были «кюринский» (лезгинский) и татский.
Выходцами из Карчага были евреи Кюринского ханства. Так окружной медик Кюринского округа Алексей Цветков, который в 1860-х годах изучал тухумы этого округа, писал: «евреи кюринские—переселенцы из лезгинского сел. Карчаг».
По материалам списка населённых мест Дагестанской области, составленного в 1888 году, население Карчага состояло из мусульман и евреев. Численность первых составляла 508 душ обоего пола (261 мужского и 247 женского; 79 домов) и они были лезгинами-суннитами .Евреев было 255 душ обоего пола (130 мужского и 125 женского; 47 домов), которые являлись иудеями с еврейским языком.
«Кавказский календарь» на 1910 год сообщает, что в селении за 1908 год проживало 868 человек, в основном «кюринцы» (лезгины). Следующий «Кавказский календарь» на 1912 год фиксирует в селении 901 жителя, также в основном «кюринцев» (лезгин). На тот момент Карчаг входил в состав Кюринского округа Дагестанской области.
По результатам переписи 1926 года в Карчаге проживали 724 человека наличного населения (356 мужчин и 368 женщин) и все лезгины.
| 1895  | 1926 | 1939 | 1970  | 1989  | 2002  | 2010  |
| ----- | ---- | ---- | ----- | ----- | ----- | ----- |
| 761   | ↘724 | ↘683 | ↗1052 | ↘1028 | ↗1593 | ↗1739 |
| 2021  |      |      |       |       |       |       |
| ↗1850 |      |      |       |       |       |       |